# 銀光祕鱂
銀光祕鱂為輻鰭魚綱鯉齒目鯉齒亞目鯉齒鱂科的其中一種，被IUCN列為極危保育類動物，分布於亞洲土耳其中部淡水流域，體長可達5公分，棲息在中底層水域，可作為觀賞魚。

## 擴展閱讀
維基物種上的相關：銀光祕鱂